# 终结者2：审判日
《终结者2：审判日》（英語：Terminator 2: Judgment Day）是1991年的美国科幻动作电影，《终结者》系列电影第二部，1984年科幻動作片《终结者》的续集。影片由前集导演詹姆斯·卡梅隆执导（他也是制片人和编剧），阿诺德·施瓦辛格主演，琳达·汉密尔顿继续出演女主角，其他主要演员包括罗伯特·帕特里克和艾德華·福隆。《终结者2：审判日》所讲述的故事发生在前作《终结者》的故事后约11年（1995年），莎拉·康纳和她仅10岁大的儿子约翰·康纳被一个更先进的新型終結者，可任意变形伪装的液体金属机器人T-1000追杀，来防止这个孩子将来长大后成为对抗机器的人类抵抗军领袖。与此同时，人类抵抗军也将一个与前集《终结者》中一样的終結者进行改装后，将之送回1995年来保护约翰。
经过一段因法律争议而麻烦重重的前期制作后，卡罗科电影制片公司的制片人马里奥·卡萨在1990年初获得了公司的特许经营产权许可，从而铺平了由詹姆斯·卡梅隆编剧并领导的电影拍摄团队的工作道路。本片于1990年10月正式开拍，原计划的拍摄周期是186天，但最终由于进展快过预期，因此实际时间也较短一些。《终结者2：审判日》所提出的预算高达9400万美元，这在当时是空前的，其中大部分将用于特效制作和拍摄工作。最终影片于1991年7月3日（美国独立日周末）正式上映。
《终结者2：审判日》在商业和评论两方面均获得了巨大的成功，并对流行文化特别是科幻、动作类电影产生了深远的影响。该片在视觉效果和电脑成像领域取得了很大的突破，制作了第一个完全由电脑成像制作的电影主角，并且首次将真实的人物动作应用到电脑成像制作的角色中（简称“动作捕捉”）。影片也因此获奖无数，包括4座奥斯卡金像奖：化妆、音效、视觉效果、音效剪辑。

## 剧情
自上一部電影的事件完結後，莎拉·康纳（琳达·汉密尔顿饰）順利生下了约翰·康纳（爱德华·弗朗饰）。
11年后，莎拉·康纳则由于之前为将他培养为未来人类抵抗军的领袖来对抗“天网”为首的机器军团，并试图用炸弹破坏一家未來會製作天網系統的電腦工厂而被捕送入精神病院，由彼得·西尔伯曼（厄尔·波恩饰）负责监管和治疗，10岁的約翰則与其养父母一起生活在洛杉矶。未来的“天网”这次派遣了一个新型号的終結者T-1000（罗伯特·帕特里克饰）回到这个年代试图直接终结约翰。T-1000比之前送回1984年追杀莎拉的終結者T-800更先进，由一种特殊的合金材料（英語：mimetic poly-alloy，模仿聚合金 / liquid metal，液態金屬）组成，可以在液体与固体间任意变换，並能模擬出外觀，从而整个变形模拟为其接触过的任何人或是将肢体任意部分转变为刀一类的金属利器，只不过不能转变为如枪炮、炸弹之类过于复杂或含有其它化学原料的武器，并且也和T-800一样可以完美模仿任何人的嗓音。T-1000到达1995年后，马上化身为一名警察（模拟出其全部衣装制服，但相貌并未改变）开始寻找约翰。与此同时，未来中已經成為人类抵抗军领袖的约翰·康纳也将一个被其擄獲的T-800型終結者，來再行將之重新编程，並改名T-101型終結者（阿诺德·施瓦辛格饰）送回1995年来保护年幼时的自己。
T-101和T-1000均在一家大型购物商场中找到了约翰，经过一番激战和追逐，约翰和T-101乘摩托车逃离。由于担心T-1000可能会对其困在精神病院中的亲生母亲不利，约翰命令T-101帮他前去精神病院救她出来。而莎拉·康纳在听闻“11年前血洗洛杉矶警察局的神秘男子现身一家商场”并看到照片为证且得知约翰也失踪了之后，自己也决心逃离。之后她成功逃至电梯门外，却看到给她带来无尽恶梦的「T-800（在《终结者》中，她就是被同样由阿诺德扮演的T-800追杀）」，但在经约翰的劝说，且T-101在医院中再次保护俩人逃离T-1000的追杀后，她还是逐渐接受了T-101對她們母子倆的保護。在逃往郊区的路上，经莎拉询问，T-101告诉了他们“天网”崛起的详细过程，其极其完善的人工智能技术导致1997年8月初正式上线，快速學習的“天网”在短短25天后就有了自我意识，并进而在8月29日审判日（judgment day）通过向俄罗斯发射核弹来引发核战争，这场核战争导致全世界近30亿人死亡。之后“天网”开始大量建造終結者等机器，来追杀全世界的所有幸存的人类。在进一步的交谈中，莎拉还得知，对“天网”诞生负有直接责任的是Cyberdyne公司工程师迈尔斯·戴森（乔·莫顿饰），他目前正致力于研制一种革命性的新微处理器，而这种微处理器正是“天网”的基础。
莎拉一行来到远郊一位朋友处，开始将之前藏好的武器装车再逃亡至墨西哥。但由于中间休息时又做了一个之前每天都做的核戰末日恶梦后，她决定要刺杀迈尔斯·戴森来防止“审判日”的到来。但之后来到迈尔斯家中并用枪打伤对方后，她却发现自己下不了手。这时约翰与Т-101也赶到，T-101告诉了迈尔斯事情的前因后果特别是他的研究会带来的可怕后果。然后他们从迈尔斯口中得知，其實他本人並不是關鍵所在，因為他沒有研製天網，他的工作主要是对派回1984年的T-800损毁CPU进行逆向工程来进行研究。于是他们最终决定立即前往Cyberdyne公司，销毁与该项研究相关的一些资料和模型，特别是在保險庫中T-101的受损CPU和其它任何残留。但此高調行動在警報大作下，大批警察和T-1000很快陸續赶到，迈尔斯被警察打伤，身中数弹，临死前引爆了一行放置的炸药桶，彻底摧毁了公司實驗室。接下來殘存的T-1000仍然企圖完成除掉約翰的預設目標，先后利用直升机和一辆装有液体氮气的大型卡车追杀约翰一行，并追踪至一家炼钢厂。T-101被T-1000打成重伤，但是T-1000在材料特性上有不敵溫度變化的缺點，T-101启用自身的备用电源并最终向T-1000發射榴彈並跌進炼钢炉中，在炼钢炉的高温中融化而被终结，约翰也将從保險庫取得的T-800残件投入炼钢炉中销毁。最後T-101与约翰和莎拉道别，在融入炼钢炉中销毁了自己，来防止自己的CPU和部件被用来设计出“天网”。雖然约翰非常伤心，而天網的研製變為不可能後，莎拉也终于首次满怀希望地面对未来，并相信如果一台机器也能够学会理解生命的价值，人类也许并不一定会自我毁灭。

## 主要演员

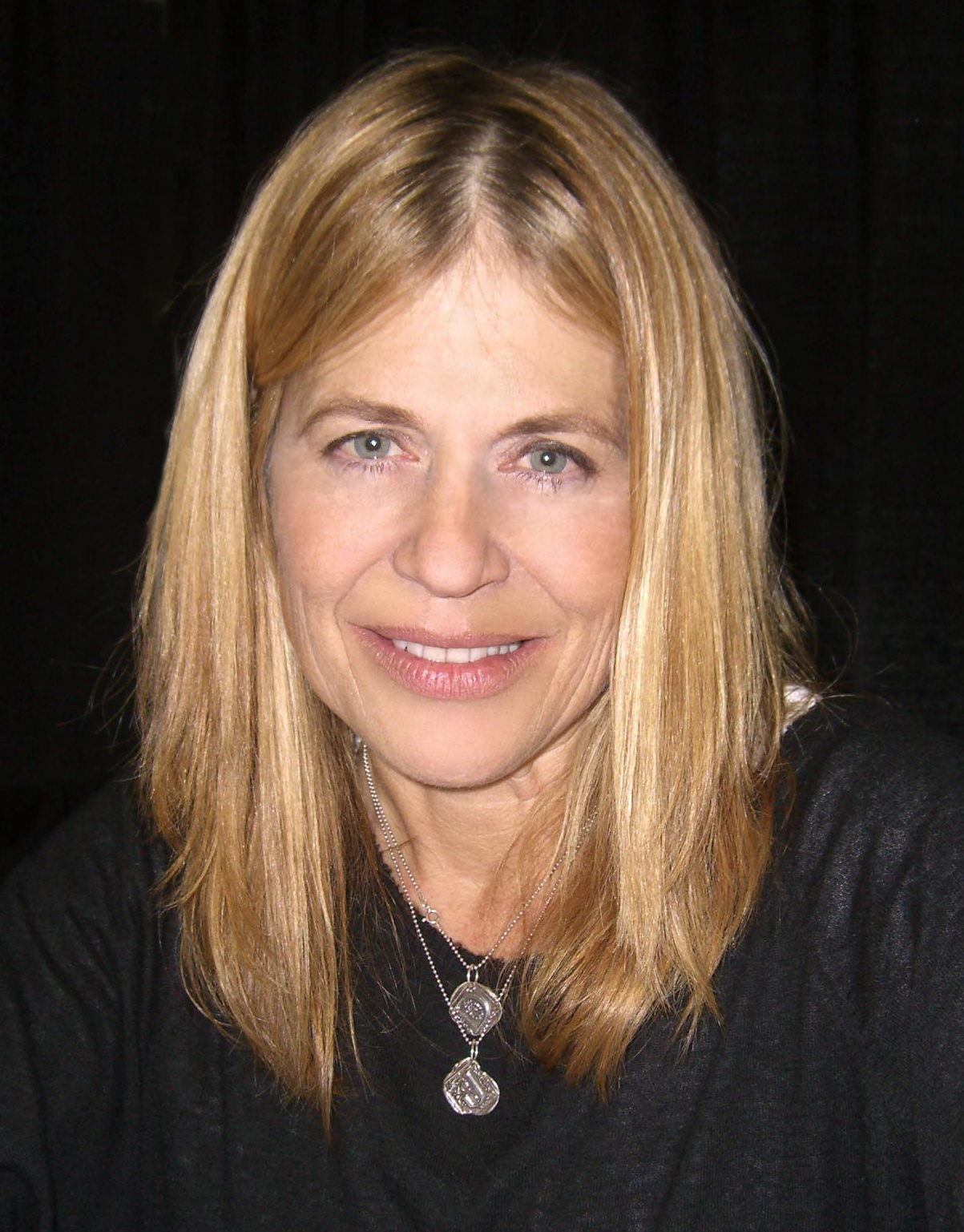
2009年的琳达·汉密尔顿。她在本片中扮演了与《终结者》同样的一个角色，莎拉·康纳

- 阿诺德·施瓦辛格饰演Т-800终结者，一个拥有高强度合金骨架，但同样拥有与人类基本一致的肌肉和皮肤、毛发组织的机器人。它经人類反抗軍擄獲並重新改装编程为Т-101之後，為保护儿童时期的约翰·康纳，而被人類反抗軍送回到过去，阿诺出演的这个角色为他赢得了1200至1500万美元的片酬[9][10]；
- 琳达·汉密尔顿饰演莎拉·康纳，约翰·康纳的母亲。她因为怪异的言行，且试图用炸弹破坏造成机器人猖厥的电脑公司，而被捕送入精神病院。[11]为演好这个角色，她接受了私人教练安东尼·科尔特斯（Anthony Cortes）长达13个星期的训练方案，每周训练6天，每天3个小时直到影片开拍，并通过无脂肪的饮食方案顺利减去了12磅（合5443克）的体重。在影片长达6个月的拍摄过程中，男演员、前以色列国防军中校乌齐·贾勒（Uzi Gal）对她进行了动作戏的训练，如“柔道和高强度军事训练”并练习“装载、更换弹夹，进屋前核查是否安全，确认对方是否死亡”等[12]。琳达的双胞胎姐妹莱思莉·汉密尔顿·格伦（Leslie Hamilton Gearren）也因电影情节中需要拍摄两个莎拉·康纳出现在同一镜头中而参与了影片的拍摄。其片酬约为1百万美元[12]；
- 罗伯特·帕特里克饰演T-1000，一个由液态金属组成的更为先进的終結者，被送回过去刺杀约翰。詹姆斯·卡梅伦原计划找比利·爱多尔扮演这个角色，并且也将电影故事板上的这个角色画成他的模样，但之后由于比利发生了一起摩托车事故因此最终未能出演[13]。导演表示“希望能找一个与阿诺形成鲜明对比的人，如果Т-101像辆真人装甲坦克，那么T-1000就应该像辆保时捷”[注 2][14]；
- 爱德华·弗朗饰演约翰·康纳，莎拉·康纳10岁大的儿子，幼年时就受过野外生存训练，但之后被政府送由他人领养（母亲被送入精神病院）。爱德华是在帕萨迪纳的一家专为少年儿童提供帮助的俱乐部参观时被星探发现的[注 3]，之前没有任何的演出经验，但是他之后表示“我感觉（表演），像是一件早就计划要做的事”[15]。影片中2029年已经成年的约翰由迈克尔·爱德华（英语：Michael Edwards (actor)）出演；
- 厄尔·波恩（英语：Earl Boen）饰演彼得·西尔伯曼大夫，莎拉·康纳的心理医生，对她有关机器毁灭人类的预言深表怀疑。厄尔也在1984年的《终结者》中扮演了同一角色；
- 乔·莫顿（英语：Joe Morton）饰演迈尔斯·戴森，Cyberdyne公司的特别项目总监，被认为是对“天网”的诞生贡献最大的人。

出演其他次要角色的还有：简妮特·哥德斯坦和山德·貝克利扮演约翰的养父母简妮尔·沃特（Janelle Voight）和托德·沃特（Todd Voight）；卡斯图罗·奎拉饰演为莎拉提供帮助（主要是武器）的朋友恩瑞克·赛西达（Enrique Salceda）；丹尼·库克西诠释提姆（Tim），约翰的朋友。而S·艾帕莎·梅克森则出演特丽莎·戴森，迈尔斯·戴森的妻子。前作《终结者》的另一位男主角，邁克爾·比恩也客串出演同一个角色出现在莎拉的梦境中，不过这些场景在最终上映的电影中都被剪去了，只出现在了之后发行的加长版中。而琳达仅20个月大的幼子达尔顿（Dalton）则扮演了片中她梦境里在游乐场玩耍的小孩。

## 制作

### 发展

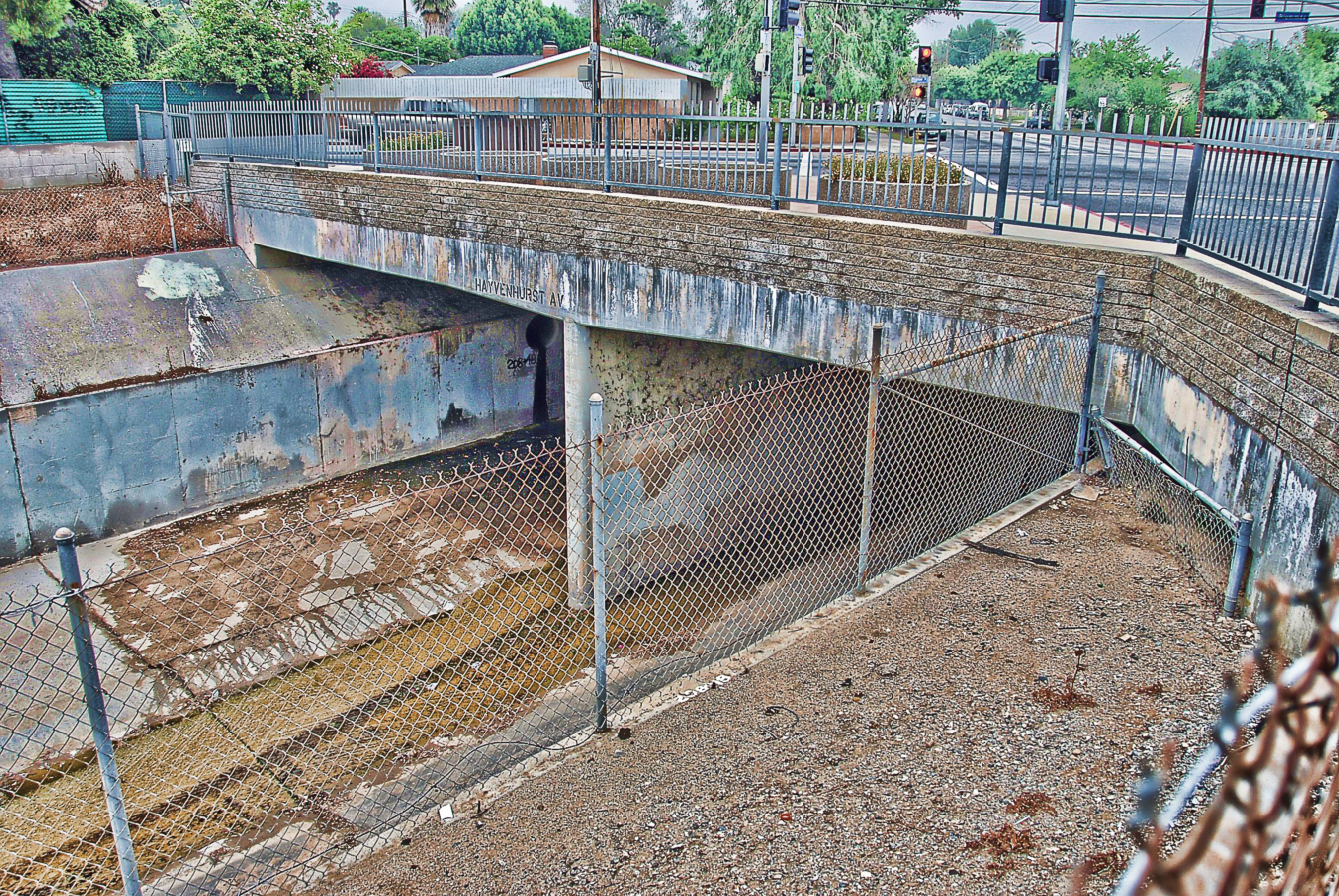
位于圣费尔南多谷的Plummer St和Hayvenhurst大道交叉路口，这里进行了影片中卡车从公路桥上冲下防洪排水通道的镜头。

拍摄续集的想法自《终结者》上映后不久就有被提起，但是几个客观问题的存在让这一构思被一再推迟。比如技术方面，当时的電腦成像技术还无法满足该片视觉特技方面的要求，而这一限制对于这部电影，特别是对其中的新反派終結者T-1000的塑造是无法接受的。一直到詹姆斯·卡梅伦于1988年开始开拍的科幻电影《深渊》中，才证明这一技术问题终于得到了圆满的解决。但更为麻烦的问题则是与海德尔电影公司之间的知识产权纠纷，该公司和卡罗科电影制片公司共同拥有《终结者》的专营权和拍摄续集的权力。不过当时海德尔公司正经历财务危机，于是阿诺·施瓦辛格促请卡罗科公司总裁马里奥·卡萨争取出价买断相应权力，“我提醒马里奥，这是我们已经期盼多年的事情，所以他应该主动出击，不惜代价来达成这一目标。”卡罗科公司最终于1990年付给海德尔公司5百万美元买断专营权，解决了法律方面的潜在风险。
在一系列的法律问题解决后，导演詹姆斯及几位主要演员阿诺、琳达·汉密尔顿均很快空出了档期，来迎接续集的拍摄工作，阿诺表示：“刚拍完《终结者》后我就告诉Jim（指导演），我一直感觉大家应该把《终结者》中的故事继续下去。”他与琳达都在续集中继续出演同一个角色。经过一次广泛的选角搜索，年仅12岁的爱德华·弗朗从数百位候选人中脱颖而出，成为约翰·康纳一角的扮演者；罗伯特·帕特里克因其与阿诺外型和风格上的明显不同而得以出演T-1000一角（导演将两人分别形容为像一辆保时捷跑车和一台真人装甲坦克。）他之前曾出演过动作片《终级警探2》，而爱德华之前则没有过任何的演出经验。乔·莫顿被选中出演迈尔斯·戴森，一位Cyberdyne公司雇佣的科学家，他主导研究、开发出了具有革命性突破的新型微处理器，直接导致了“天网”的诞生。
自称“T2制作组”的詹姆斯和副制片人史蒂芬尼·奥斯汀（Stephanie Austin）、B·J·拉克（B.J. Rack）一行在好莱坞北部租下了一间办公室，《终结者》的摄影师之一亚当·格林伯格成为本片的摄影总监，而曾与詹姆斯在之前的《深渊》中合作过的约瑟夫·尼米克三世（Joseph Nemec III）则出任艺术指导。他们进行了一次全国性的搜寻来寻找一个适合影片进行拍摄的炼钢厂，经过数星期的谈判而最终选定了位于加利福尼亚州方塔纳的一个正处在休整中的工厂。而寻找适合作为片中Cyberdyne大楼的建筑更为困难，因为根据剧情需要，这里将会进行大量特技、枪击、爆破、等破坏性场景的拍摄。最终他们租下了位于弗里蒙特的一个工业园区来进行拍摄。詹姆斯与威廉·威谢尔于1990年3月10日完成了140页的剧本草案，并在7月15日将首次拍摄的草案分发给了各演员和工作人员；而有关影片制作的技术性细节则继续保密。最终，仅6星期的剧本准备时间和加快的电影拍摄计划让影片成功地在1991年独立日档期上映。

### 拍摄

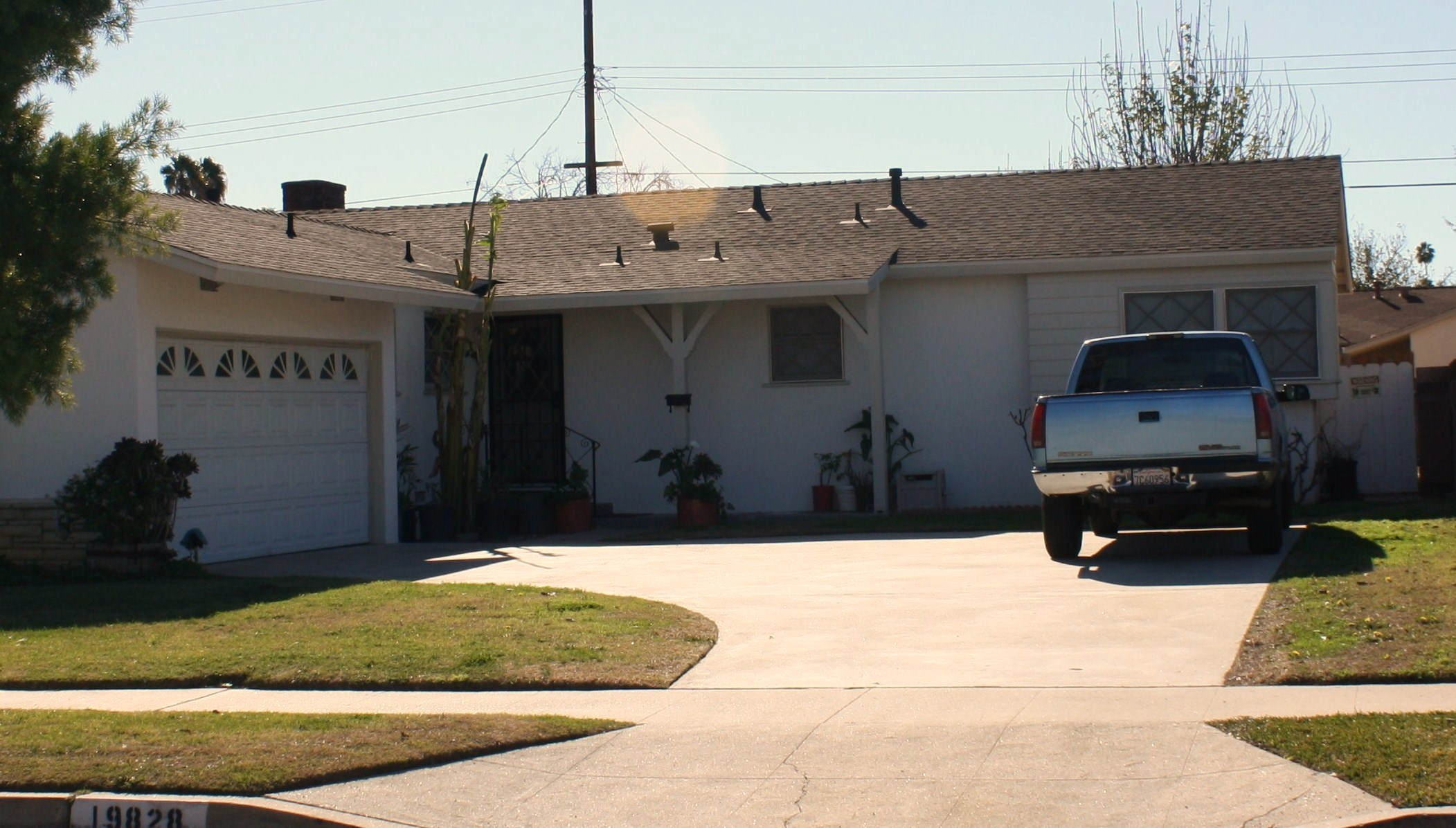
片中约翰·康纳的房子，位于洛杉矶的Winnetka。

《终结者2：审判日》的主要拍摄工作从1990年10月9日开始至1991年3月28日结束，前后共计171天。剧组先后在从加利福尼亚州到新墨西哥州，包括莫哈韦沙漠在内的20多个不同地点进行拍摄。这其中既有从片中两位終結者与约翰·康纳首次遭遇的人流拥挤的圣莫尼卡商业广场，也有之后驾车追逐的圣费尔南多公路防洪排水通道（为了这一段镜头的拍摄，排水通道通向的一条河也不得不临时改道）；他们还在洛杉矶的湖景医疗中心（片中莎拉·康纳所在的医院）和一家酒吧进行拍摄。片中Cyberdyne公司相关镜头的拍摄则在位于弗里蒙特Gateway大道和Bayside公园大道交汇处的一家办公大楼进行。整部影片的拍摄工作一共动用了超过1000名制作人员，制作团队监督了多个特技及追逐戏段的拍摄和制作过程，这其中最有代表性的就是影片最后一场在高速公路上的追逐戏，这场高潮戏段在洛杉矶至长滩的高速公路上拍摄，由于是夜景，为了照亮这一路段方便拍摄（也让观众可以清晰观看），制作团队共安装了长达16公里的电缆，片中的直升机撞毁、两辆大型运输卡车翻车等精彩镜头都是在这里拍摄的。
琳达的双胞胎姐妹莱思莉·汉密尔顿·格伦（Leslie Hamilton Gearren）也因片中需要拍摄两个莎拉同时出现的镜头而参与了影片的拍摄。如片尾T-1000变幻成莎拉试图诱杀约翰而真正的莎拉持枪前来阻止的短暂镜头等。不过在这个镜头中，莱思莉扮演的是真正的莎拉，而琳达扮演的反而是T-1000模拟而成的莎拉。片中的另一个由双胞胎进行拍摄的镜头则是由丹·斯坦顿（Don Stanton）和唐·斯坦顿（Dan Stanton）一起参加的，他们分别在医院中的一场戏里扮演医院的一名保安和T-1000模拟出的该角色。
本片空前高昂的9400万美元预算是1984年的前集《终结者》（640万美元）的近15倍，也是当年平均一部电影预算的3.5倍。这其中有相当一部分被用于支付演员及工作人员的报酬。根据《野兽日报》（The Daily Beast）和俄亥俄州的《前哨日报》（The Daily Sentinel）报导，阿诺·施瓦辛格获得了一架价值1100至1200万美元的型商务噴射客機，而詹姆斯·卡梅伦则获得了5至6百万美元的酬金。而影片的拍摄，包括特技效果制作一共花费了5100万美元。虽然花费巨大，但本片几乎在正式上映前就已经收回了投资，其中全球上映版权收入6500万美元，录像带发行版权收入1千万美元，电视播映版权收入700万美元。

### 特技效果
为了制作片中两个終結者的特效镜头，《终结者2：审判日》在电脑成像技术的多个方面做出了继1982年的《电子世界争霸战》以来最具革命性的发展，这也成为本片成功的一个决定性因素。特别是对片中反派終結者T-1000的特技制作，完美地应用了变形技术来模拟出其液态金属的构成和变形为任何接触过的人，并在受到攻击后自动恢复的惊人能力。影片中绝大多数終結者的电脑成像特技镜头都是由工业光魔公司制作的；而模型、假肢等实物特技则要归功于视觉特技制作人、化妆师斯坦·温斯顿，他之前已与本片导演詹姆斯在1984年的《终结者》和1986年的《异形II》中合作过。整部影片中的所有特技镜头由35名动画制作师、计算机科学家、技术员和艺术家，耗费10个月制作完成。虽然全片所有由电脑成像制作的镜头一共只有5分多钟长（片中T-1000一共约有15分钟的镜头表现出其自动恢复和变形的能力，但是只有约5-6分钟是完全由电脑成像制作的），但整个制作的总工时却相当于25人工作一年。除了影片制作过程中使用的所有假人、假肢等模型外，斯坦·温斯顿和他的工作室还制作了片中Т-101的金属骨架。工业光魔公司的视觉效果监制丹尼斯·慕伦表示：“当我们自己看到（T-1000的视觉特技镜头）时，我们仍然惊叹不已！”该公司的资深技术指导和动画师亚历克斯·塞登（Alex Seiden）则表示：“这真不是什么魔法，而是一些我们有能力做出来并且看上去还算不错的东西。”最终，影片的视觉特技制作团队成功摘下了第64届奥斯卡金像奖视觉效果奖的桂冠。
片中莎拉恶梦中出现的核爆镜头，由4-Ward公司的罗伯特（Robert）和丹尼斯·斯托塔克（Dennis Skotak）制作，他们先是根据洛杉矶市的城市景观图像制作出一个微缩模型，其中不仅有按比例缩小的建筑物，还有相应的道路、汽车等与实际照片一一对应。然后，经过对真实的核试验录像资料进行仔细研究，他们通过用军用迫击炮弹在模型上方爆炸来模拟核爆的效果。

## 发行与迴响
《终结者2：审判日》于1991年7月1日在洛杉矶举行了全球首映式，到场贵宾包括尼古拉斯·凯奇，克里斯汀·史莱特，阿诺德·施瓦辛格及他的夫人玛丽娅·施瑞弗尔。在国内正式上映两天后，本片开始逐步在澳大利亚、德国、英国、香港、西班牙等多个国家/地区上映。至1991年底，已经在至少10个国家/地区全面上映。

### 专业评价
《终结者2：审判日》上映后，得到了评论界的广泛好评。根据Metacritic网站上的16份专业评价，平均得分为68分（满分100分），而在烂蕃茄网站上收集的44篇专业影评人文章中更是给出了平均达8.4的高分（满分10分），好评度高达98%。其中的简评这样写道：《终结者2》以惊心动魄的动作场面和令人瞠目的视觉效果为主要特色，但真正让它成为科幻动作电影中里程碑式作品的，还是其对人物（包括机械人）的生动刻画。據CinemaScore在首映週進行的調查，觀眾的平均評價於A+至F間落於罕見的最高分「A+」。
加拿大的《蒙特利尔电影期刊》将本片称之为“好莱坞历史上最优秀的动作片之一。”剧作家希德·菲尔德称赞影片“拥有一连串环环相扣、充满戏剧和张力的情节”。《华盛顿邮报》的哈尔·辛森（Hal Hinson）也在其文章中写道：“在其所擅长的大型银幕动作片领域，至今也没有人能与还执导了《终结者》和《异形II》的卡梅伦相提并论。他不仅是用精彩的动作镜头震撼我们的感观，在一个又一个大场面背后，他还拥有着宏伟与美感共存的眼光，并通过其罕见的导演天赋将这些构想变成现实展示到观众眼前。仿佛18轮大卡车般肌肉发达的人物却有着真切和动人的情感。因为对卡梅伦来说，电影与其塑造的終結者恰恰相反，虽然外表只是冰冷和坚硬的机器，但却有一颗人类的心。”
《芝加哥太阳报》专栏作家罗杰·埃伯特给予本片三星半（最高四星）的评价，他称赞了男主角阿诺德·施瓦辛格的表演，表示“施瓦辛格的表演天赋在于找到无论从体型上还是各方面特征都与他最接近的角色。”
不过，《时代周刊》专栏作家理查德·科里斯对影片非常不满意，他形容本片“空有堆积如山的空想，但留给观众的只有失望，是一部非常糟糕的电影。”而哈利维尔电影指南则评价本片比起前作《终结者》有所进步，给予影片两颗星（最高为四星）的评价，认为本片虽然拥有“电闪雷鸣般的动作场面和炫目的特技镜头”，但却因为“在叙事上十分愚蠢而令人分心”。

### 票房收入
1991年7月3日，是美国独立日（7月4日）档期的首个周末，《终结者2：审判日》在全美的2274家电影院上映。首周（5天）即获得高达5400万美元的票房成绩，只比1989年上映的电影《蝙蝠侠》少300万美元。一家连锁影院老板则表示“自《蝙蝠侠》以来，还从没有哪部电影像《终结者2：审判日》这样引发狂热的观影浪潮，我们任何一家电影院的门票都被抢购一空，每个人都在谈论这部电影！”在澳大利亚（9月上映）和德国（10月上映），《终结者2：审判日》上映首周的票房成绩分别为340万美元和710万美元。
根据Box Office Mojo上的数据，本片的制作费用达到1亿2百万美元，这在当时创下了新的纪录——（不过如果考虑通货膨胀，则1963年投资4400万美元（相当于1995年的2亿1900万美元）的《埃及艳后》更高。）——但高昂的投资带来了巨大的回报，仅在北美两国就获得了2亿480万美元的收入，全球票房更高达5亿1980万美元。不但是1991年的美国和世界电影票房冠军，还是三星电影公司至今出品的所有电影中最卖座的。折合通货膨胀因素，影片至今仍在美国历史电影票房排行总榜上名位第101位，而前作《终结者》在美国上映的票房收入仅为3800万美元。

### 奖项肯定
| 年代 | 奖项                 | 分类               | 得主                                                      | 结果 | 注释   |
| ---- | -------------------- | ------------------ | --------------------------------------------------------- | ---- | ------ |
| 1991 | 第45届英国电影学院奖 | 最佳艺术指导       | 约瑟夫·尼米克三世                                         | 提名 | [ 49 ] |
| 1991 | 第45届英国电影学院奖 | 最佳音效           | 李·奥罗夫、汤姆·约翰逊、格瑞·里德斯通和格瑞·桑默斯        | 獲獎 | [ 49 ] |
| 1991 | 第45届英国电影学院奖 | 最佳视觉效果       | 斯坦·温斯顿、丹尼斯·慕伦、小吉恩·沃伦和罗伯特·斯科塔克    | 獲獎 | [ 49 ] |
| 1991 | 土星奖               | 最佳女演员         | 琳达·汉密尔顿                                             | 獲獎 | [ 50 ] |
| 1991 | 土星奖               | 最佳导演           | 詹姆斯·卡梅伦                                             | 獲獎 | [ 50 ] |
| 1991 | 土星奖               | 最佳少年演员       | 愛德華·弗朗                                               | 獲獎 | [ 50 ] |
| 1991 | 土星奖               | 最佳科幻片         | 《终结者2：审判日》                                       | 獲獎 | [ 50 ] |
| 1991 | 土星奖               | 最佳特技效果       | 斯坦·温斯顿、工业光魔公司、Fantasy II和4 Ward Productions | 獲獎 | [ 50 ] |
| 1991 | 土星奖               | 最佳男配角         | 罗伯特·帕特里克                                           | 提名 |        |
| 1992 | 第18届人民选择奖     | 最喜爱的电影       | 《终结者2：审判日》                                       | 獲獎 | [ 51 ] |
| 1992 | 第64届奥斯卡金像奖   | 摄影               | 亚当·格林伯格                                             | 提名 | [ 30 ] |
| 1992 | 第64届奥斯卡金像奖   | 化妆               | 斯坦·温斯顿和杰夫·道恩                                    | 獲獎 | [ 30 ] |
| 1992 | 第64届奥斯卡金像奖   | 音效               | 汤姆·约翰逊、格瑞·里德斯通、格瑞·桑默斯和李·奥罗夫        | 獲獎 | [ 30 ] |
| 1992 | 第64届奥斯卡金像奖   | 音效剪辑           | 格瑞·里德斯通和格罗丽亚·S·波德斯                          | 獲獎 | [ 30 ] |
| 1992 | 第64届奥斯卡金像奖   | 视觉效果           | 丹尼斯·慕伦、斯坦·温斯顿、小吉恩·沃伦和罗伯特·斯科塔克    | 獲獎 | [ 30 ] |
| 1992 | 第64届奥斯卡金像奖   | 剪辑               | 康拉德·布夫、马克·戈德布拉特和理查德·A·哈里斯             | 提名 | [ 30 ] |
| 1992 | 1992年MTV电影奖      | 最佳动作場景       | 洛杉磯高速公路上的追逐                                    | 獲獎 | [ 52 ] |
| 1992 | 1992年MTV电影奖      | 最具突破性的表演   | 愛德華·弗朗                                               | 獲獎 | [ 52 ] |
| 1992 | 1992年MTV电影奖      | 最佳女演员         | 琳达·汉密尔顿                                             | 獲獎 | [ 52 ] |
| 1992 | 1992年MTV电影奖      | 最佳男演员         | 阿诺德·施瓦辛格                                           | 獲獎 | [ 52 ] |
| 1992 | 1992年MTV电影奖      | 最佳电影           | 《终结者2：审判日》                                       | 獲獎 | [ 52 ] |
| 1992 | 1992年MTV电影奖      | 最佳电影插曲       | 《You Could Be Mine》（枪与玫瑰作品）                     | 提名 | [ 52 ] |
| 1992 | 1992年MTV电影奖      | 最出色的恶魔       | 罗伯特·帕特里克                                           | 提名 | [ 52 ] |
| 1992 | 1992年MTV电影奖      | 最有吸引力的女演员 | 琳达·汉密尔顿                                             | 獲獎 | [ 52 ] |
| 1992 | 雨果奖               | 最具戏剧张力的题材 | 詹姆斯·卡梅伦（导演/编剧）和小威廉·威谢尔（编剧）         | 獲獎 |        |

### 3D修復版
2016 年 8 月 29 日（1997 年 8 月 29 日，也就是天网在电影中获得自我意识的日期），宣布这部电影将进行 3D 数字重制以纪念其 25 周年，并计划在全球重新发行 2017 年夏季。要重新制作和重新发行的 3D 版本是最初的 137 分钟戏剧剪辑版，因为加长版不是詹姆斯卡梅隆的首选版本。 开场追逐序列中的多个摄像机镜头经过数字化修改，以修复自 1991 年发布以来一直困扰卡梅隆的一个小连续性错误。 DMG Entertainment and StudioCanal worked together with Cameron to convert the film using the StereoD technology.The 3D version premiered on February 17, 2017, at the Berlin International Film Festival, with the theatrical re-release being scheduled for August 25, 2017.Similar to Cameron's Titanic 3D, Lightstorm Entertainment oversaw the work on the 3D version of Terminator 2, which took around 1800 artists about eight months to finish.The restoration was released by Distrib Films US, a company which typically distributes foreign films. The studio released the film exclusively for one week in AMC Theatres nationwide, and said that it will expand depending on the film's performances in its first week.
The 3D version opened Friday, August 25, 2017, across 371 theaters (or 463 3D auditoriums), earning $552,773 in its opening weekend, averaging $1,490 per screen;this was considered an amount lower than what other '80s and '90s re-releases earned in their respective opening weekends such as Top Gun ($1.9 million, which also played in IMAX), Raiders of the Lost Ark ($1.6 million), as well as more high-profile reissues of Titanic, The Lion King and Jurassic Park over the last several years. During its opening weekend, Titanic 3D grossed $17.3 million in 2,674 theaters, averaging $6,464 in April 2012.While not major contributing factors, the release performance of the film is thought to have suffered from coinciding with Hurricane Harvey, which eased moviegoing admissions in many parts of the country, the much anticipated boxing fight between Floyd Mayweather Jr. and Conor McGregor, and the season 7 finale of Game of Thrones.

### 家庭媒体
本片于1997年8月首次发行单碟DVD，片长为139分钟。1993年11月24日，《终结者2：审判日：特别剪辑版》发行了录像带和激光影碟，其中包含有17分钟之前未放映过的内容，包含迈克尔·比恩客串出演的场景。不过，1992年，本片也发行了与最初上映时完全一致的版本。而之后发行的“最终版”和“至尊版”DVD同样也包括了这些镜头。
至尊版的DVD拥有多个针对电脑DVD-ROM光盘驱动器的功能，包括渗透模拟器单元和T2 FX工作室，这个功能可以将任何一个人的肖像导入并演变为片中两位終結者的新形象。另外还有一个名为“天网战场设计”的程序，可以让用户自主设计其战斗机械，并在线进行追踪等操作。至尊版DVD同时还拥有一个全1080p高清质量的WMV-HD格式剧场版电影，这也是本片首次发行Full HD（全高清）格式q。
2006年，狮门家庭娱乐公司发布了本片的蓝光影碟，其中提供1080P全高清视频和DTS 5.1声道无损音频，但没有其它特别内容。2009年5月19日，狮门再次发行了改进的蓝光影碟，其中主要是音频升级为THX认证的DTS 6.1声道高保真无损音频。这次发行的“天网剪辑版”（SkyNet Edition）也出现在限量收藏版包装中，限量收藏版中包括了之前的最终版和至尊版DVD的全部内容。
2017年7月，该电影发布了两款新的蓝光版本。首先是4K修复版，然后是于2017年8月发布的3D转换版本的蓝光3D。这些重新发行的影片将包括新的临时演员，包括预告片、纪录片制作和“剧场版、导演版和特别加长版中删减的分支剧情”。此外，还发布了“Endo-arm特别版”捆绑包，包括3D和4K版本，以及CD音轨。[68] 

#### 加長版
2015年，作为《终结者4》套装的一部分，包含了前四部《终结者》电影。但是，它不包含任何特别花絮。随后发行的“终极版”和“极限版”DVD也包括了电影的扩展版。[64]
除了其他大量被重新删除的场景，加长版还有一个不同的结局：2029年，年迈的莎拉·康纳看着成年的美国参议员约翰和他的女儿在华盛顿的操场上玩耍，讲述审判日从来没有发生过。这部电影的加长版本也包括在“天网版”蓝光光碟中。

## 市场营销

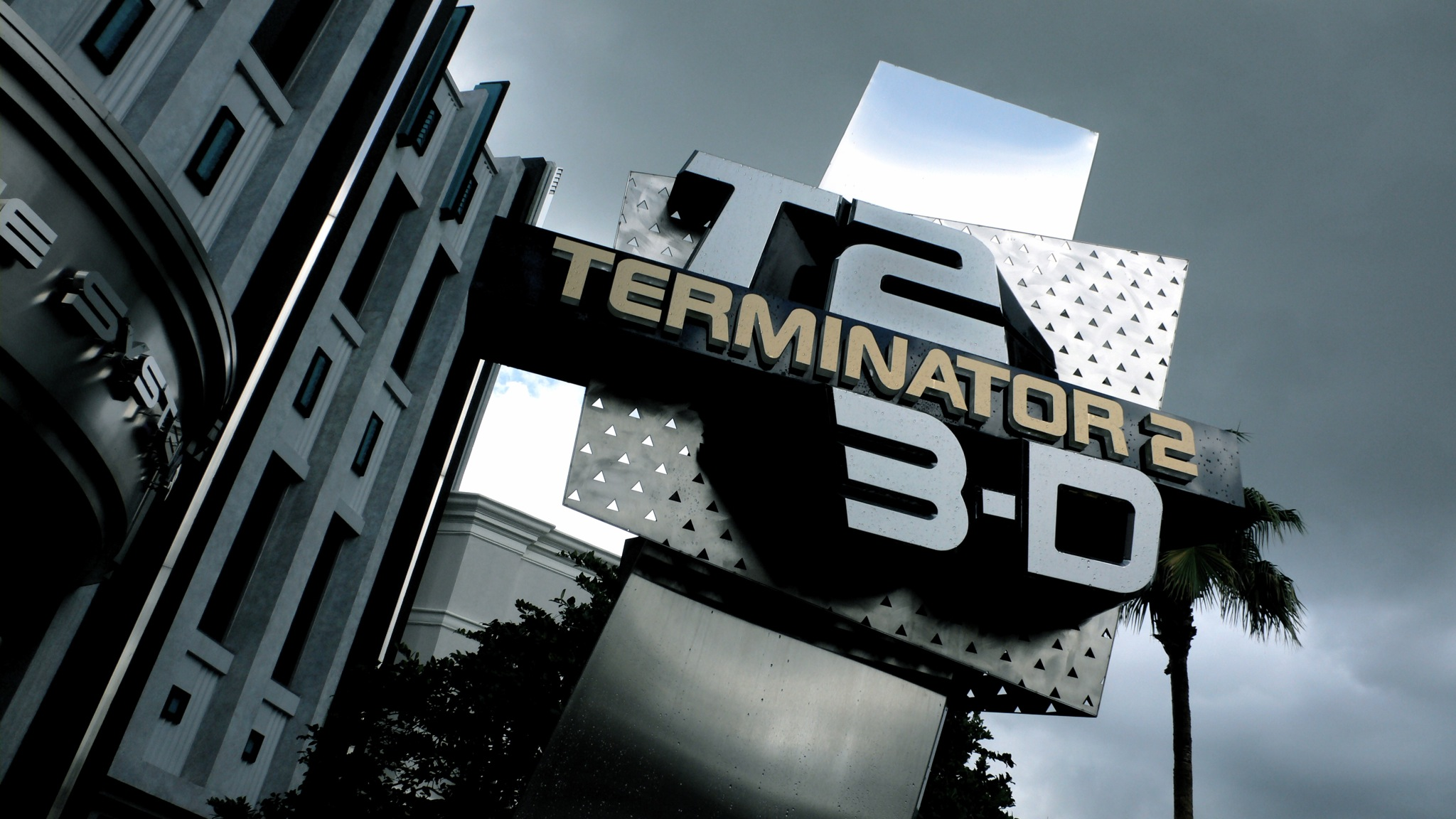
位于佛罗里达州环球影城的“T2 3-D: Battle Across Time”入口。

漫威出版公司根据影片改编了3个系列的动漫作品，电影上映后，有多个根据该片改编的动漫书籍也开始发行，如Malibu Comics出版的《Terminator 2 – Judgment Day: Cybernetic Dawn》、《Terminator 2 – Judgment Day: Nuclear Twilight》，IDW Comics出版的《T2: Infiltrator》和《T2: Rising Storm》，S.M. Stirling的《T2: Future War'》和Russell Blackford的《The John Connor Chronicles》。
本片版權最初由卡羅科影業持有，並授權一些玩具公司和電子遊戲開發公司推出角色人形公仔和電玩軟件，可是卡羅科影業於1996年破產，其版權隨即售予法國頻道製片公司。
1996年，詹姆斯·卡梅伦为环球影城主题公园导演了一个名为“T2 3-D: Battle Across Time”的3D电影短片，其中可以看到阿诺德、琳达、罗伯特、爱德华分别回归他们所扮演的角色。这段全长仅12分钟的短片耗资高达6千万美元，是电影史上平均每分钟造价最昂贵的影片。这一短片于1996年中期在佛罗里达环球影城推出，1999年5月在好莱坞环球影城推出，2001年3月在日本环球影城推出。

## 原声带
由布拉德·菲德尔创作的所有本片原创配乐均包含在1991年7月1日发行的《终结者2：审判日电影原声带》中。发行的有CD光盘和磁带，全长53分钟，包含有20段曲目。在公告牌二百强专辑榜上保持了6个星期，最高时达到第70名。
| 《终结者2：审判日电影原声带》 | 《终结者2：审判日电影原声带》         | 《终结者2：审判日电影原声带》 |
| 曲序                          | 曲目                                  | 时长                          |
| ----------------------------- | ------------------------------------- | ----------------------------- |
| 1.                            | Main Title from Terminator 2          | 1:56                          |
| 2.                            | Sarah on the Run                      | 2:31                          |
| 3.                            | Escape from the Hospital (And T-1000) | 4:34                          |
| 4.                            | Desert Suite                          | 3:25                          |
| 5.                            | Sarah's Dream (Nuclear Nightmare)     | 1:49                          |
| 6.                            | Attack on Dyson (Sarah's Solution)    | 4:07                          |
| 7.                            | Our Gang Goes to Cyberdyne            | 3:11                          |
| 8.                            | Trust Me                              | 1:38                          |
| 9.                            | John & Dyson into Vault               | 0:41                          |
| 10.                           | SWAT Team Attack                      | 3:22                          |
| 11.                           | I'll Be Back                          | 3:58                          |
| 12.                           | Helicopter Chase                      | 2:27                          |
| 13.                           | Tanker Chase                          | 1:42                          |
| 14.                           | Hasta La Vista, Baby (T-1000 Freezes) | 3:02                          |
| 15.                           | Into the Steel Mill                   | 1:25                          |
| 16.                           | Cameron's Inferno                     | 2:37                          |
| 17.                           | Terminator Impaled                    | 2:05                          |
| 18.                           | Terminator Revives                    | 2:14                          |
| 19.                           | T-1000 Terminated                     | 1:41                          |
| 20.                           | It's Over (Good-bye)                  | 4:36                          |
| 总时长：                      | 总时长：                              | 53:01                         |

原声带中没有包含的曲目
- 德怀特·尤科姆（英语：Dwight Yoakam）表演的《Guitars, Cadillacs》
- 乔治·瑟罗古德与毁灭者（英语：George Thorogood & the Destroyers）表演的《Bad to the Bone》
- 枪与玫瑰表演的《You Could Be Mine》

## 荣誉与影响

### 所获荣誉
2001年6月，美国电影学会进行了百年电影史百大惊悚电影的评选，本片上榜并名列第77位。
2003年，AFI评选百年百大银幕英雄与恶魔，本片中由阿诺德·施瓦辛格扮演的終結者T-800，在其中的英雄榜上名列第48位，同时其在首部《终结者》中扮演的同型号机器人，也在恶魔榜上名列第22位。“終結者”也是这个排列榜上唯一一个在同时出现在英雄和恶魔两个排行榜上的电影角色。
2005年，本片中阿诺德的台词“Hasta la vista, baby”（西班牙语，意译为“后会有期，宝贝”）也在AFI于年评选的百年电影史百大经典台词中名列第76位。
2008年，AFI再进行了一次十佳类型片（AFI's 10 Top 10）评选，本片在科幻类电影中名列第8位。
2006年，英国电影杂志《全面电影》（每4星期发行1期）进行了一次“史上百大佳片”评选，本片名列第33位。
2008年，英国的《帝国》杂志进行电影史上最优秀的500部电影评选，有超过1万名订阅读者、150位电影人和50位评论员进行投票，本片名列第35位。

### 流行文化
在1992年的喜剧片《反斗智多星》中，罗伯特·帕特里克客串出演T-1000，在片中迫使男主角韦恩·坎贝尔（Wayne Campbell）停车并逼问他是否见过约翰·康纳；他还在阿诺德·施瓦辛格主演的动作喜剧片《最后的动作英雄》（又译《幻影英雄》）中客串了这同一个角色，与阿诺德擦身而过走入洛杉矶警察局，本片中还有另一处恶搞——在一个阿诺德不存在的时空中，另一位男演员、老牌动作影星史泰龙取代阿诺德的位置出现在《终结者2：审判日》的海报上，并摆出同样的終結者姿势和表情；1993年的喜剧片《反斗神鹰2》（又译《机飞总动员2》）中则恶搞模仿了《终结者2：审判日》结尾部分T-1000冻结、破碎再融合的全过程：萨达姆·侯赛因冻结、破碎再融合；长映不衰的动画系列剧《辛普森一家》也多次恶搞了《终结者2》，如1994年的“荷馬喜歡弗蘭德”，1995年的“恐怖的樹屋第六集”和“辛普森家庭壯觀的第138集”，2001年的“Day of the Jackanapes”；此外另一部动画系列剧《美国老爹》也模仿恶搞了本片。2015年上映的中国电影《横冲直撞好莱坞》也邀请了罗伯特·帕特里克饰演T-1000，还与黄晓明、赵薇、佟大为有对手戏。

## 扩展阅读
- Andrews, Nigel. . Secaucus, New Jersey: Carol Publishing. 2003  [2013-02-16]. ISBN 1-55972-364-5. （原始内容存档于2013-12-31）.
- Cameron, James; Wisher, William. . Milwaukee, Wisconsin: Applause Books. 1991  [2013-02-16]. ISBN 978-1-55783-097-5. （原始内容存档于2015-05-11）.
- Keegan, Rebecca Winters. . New York: Crown Publishers. 2009  [2013-02-16]. ISBN 978-0-307-46031-8. （原始内容存档于2013-12-30）.
- Shay, Don; Duncan, Jody. . London: Titan Books. 1991年7月  [2013-02-16]. ISBN 978-1-85286-394-4. （原始内容存档于2015-05-11）.